# Charentay
Charentay és un municipi francès situat al departament del Roine i a la regió d'Alvèrnia-Roine-Alps. L'any 2007 tenia 1.061 habitants.

## Demografia

### Població
El 2007 la població de fet de Charentay era de 1.061 persones. Hi havia 408 famílies de les quals 96 eren unipersonals (28 homes vivint sols i 68 dones vivint soles), 140 parelles sense fills, 152 parelles amb fills i 20 famílies monoparentals amb fills.
La població ha evolucionat segons el següent gràfic:
Habitants censats

### Habitatges
El 2007 hi havia 477 habitatges, 408 eren l'habitatge principal de la família, 27 eren segones residències i 42 estaven desocupats. 428 eren cases i 48 eren apartaments. Dels 408 habitatges principals, 297 estaven ocupats pels seus propietaris, 100 estaven llogats i ocupats pels llogaters i 11 estaven cedits a títol gratuït; 4 tenien una cambra, 15 en tenien dues, 57 en tenien tres, 118 en tenien quatre i 214 en tenien cinc o més. 329 habitatges disposaven pel capbaix d'una plaça de pàrquing. A 173 habitatges hi havia un automòbil i a 208 n'hi havia dos o més.

### Piràmide de població
La piràmide de població per edats i sexe el 2009 era:
| Homes | Edats   | Dones |
| ----- | ------- | ----- |
| 0     | 95 o +  | 0     |
| 0     | 90 a 94 | 0     |
| 0     | 85 a 89 | 4     |
| 4     | 80 a 84 | 4     |
| 0     | 75 a 79 | 28    |
| 12    | 70 a 74 | 16    |
| 16    | 65 a 69 | 24    |
| 12    | 60 a 64 | 16    |
| 28    | 55 a 59 | 36    |
| 32    | 50 a 54 | 28    |
| 52    | 45 a 49 | 48    |
| 40    | 40 a 44 | 52    |
| 36    | 35 a 39 | 36    |
| 20    | 30 a 34 | 28    |
| 28    | 25 a 29 | 28    |
| 20    | 20 a 24 | 28    |
| 36    | 15 a 19 | 32    |
| 24    | 10 a 14 | 60    |
| 20    | 5 a 9   | 44    |
| 20    | 0 a 4   | 40    |

## Economia
El 2007 la població en edat de treballar era de 725 persones, 566 eren actives i 159 eren inactives. De les 566 persones actives 541 estaven ocupades (288 homes i 253 dones) i 25 estaven aturades (13 homes i 12 dones). De les 159 persones inactives 51 estaven jubilades, 68 estaven estudiant i 40 estaven classificades com a «altres inactius».

### Ingressos
El 2009 a Charentay hi havia 430 unitats fiscals que integraven 1.126,5 persones, la mediana anual d'ingressos fiscals per persona era de 19.926 €.

### Activitats econòmiques
Dels 44 establiments que hi havia el 2007, 3 eren d'empreses alimentàries, 4 d'empreses de fabricació d'altres productes industrials, 10 d'empreses de construcció, 5 d'empreses de comerç i reparació d'automòbils, 2 d'empreses de transport, 3 d'empreses d'hostatgeria i restauració, 3 d'empreses financeres, 2 d'empreses immobiliàries, 7 d'empreses de serveis, 1 d'una entitat de l'administració pública i 4 d'empreses classificades com a «altres activitats de serveis».
Dels 11 establiments de servei als particulars que hi havia el 2009, 2 eren paletes, 2 guixaires pintors, 3 fusteries, 2 lampisteries, 1 perruqueria i 1 restaurant.
Dels 2 establiments comercials que hi havia el 2009, 1 era una fleca i 1 una llibreria.
L'any 2000 a Charentay hi havia 67 explotacions agrícoles que ocupaven un total de 1.056 hectàrees.

## Equipaments sanitaris i escolars
El 2009 hi havia 1 escola maternal i 1 escola elemental.

## Poblacions més properes
El següent diagrama mostra les poblacions més properes.